# ルイス・エルナンデス (サッカー選手)
ルイス・エルナンデス（Luis Arturo Hernández Carreón, 1968年12月22日 - ）はメキシコの元サッカー選手。元メキシコ代表。

## クラブ経歴
1990年、クルス・アスルでキャリアを開始した。
1994年、クルブ・ネカクサに移籍すると1998年までにリーグ戦125試合に出場し37得点を記録、2度のリーグ優勝 (1994–95, 1995–96) に貢献した。1998年、UANLティグレスに移籍し、リーグ戦64試合で39得点をあげた。
メキシコ国内で成功を収める一方、1997年にはアルゼンチンのボカ・ジュニアーズ、2000年にはアメリカ合衆国のロサンゼルス・ギャラクシーへ移籍したが、国外のクラブで多くの結果を残すことは出来なかった。
その後、クラブ・アメリカへ移籍し2002年夏季のリーグ優勝に貢献した後、2005年にロボス・デ・ラ・BUAPで現役を引退した。

## 代表経歴
メキシコ代表としては1995年2月1日に行われたウルグアイ代表との国際親善試合でデビュー。FIFAワールドカップでは1998年フランス大会に出場し、グループリーグの韓国代表戦とオランダ代表戦、決勝トーナメント1回戦のドイツ代表戦で合計4得点をあげた。4年後の2002年日韓大会にも出場し、同年6月17日に行われたアメリカ合衆国代表戦が最後の代表戦出場となった。
通算成績は国際Aマッチ85試合出場35得点。得点に関しては2019年1月時点でメキシコ代表歴代5位の記録となっている。

## 代表歴

### 出場大会
- メキシコ代表
  - 1998 FIFAワールドカップ
  - 2002 FIFAワールドカップ

### 試合数
- 国際Aマッチ 86試合 35得点（1995年-2002年）[7][2]

| メキシコ代表 | 国際Aマッチ | 国際Aマッチ |
| 年           | 出場        | 得点        |
| ------------ | ----------- | ----------- |
| 1995         | 5           | 2           |
| 1996         | 6           | 0           |
| 1997         | 21          | 10          |
| 1998         | 16          | 14          |
| 1999         | 18          | 6           |
| 2000         | 10          | 2           |
| 2001         | 4           | 1           |
| 2002         | 6           | 0           |
| 通算         | 86          | 35          |